# Martin Spieler
Martin Spieler (* 8. April 1964, heimatberechtigt in Zürich) ist ein Schweizer Wirtschaftsjournalist und Fernsehmoderator.

## Leben
Seine Karriere als Journalist begann Spieler beim Tages-Anzeiger und der SonntagsZeitung. Von 1999 bis 2001 leitete er als Chefredaktor die TV-Börsensendungen Money und MoneyTalk auf Tele24 und war Chief Operating Officer (COO) bei der Belcom AG. Von 2004 bis 2010 war Spieler Chefredaktor der Handelszeitung und ab Herbst 2007 zusätzlich Leiter Publizistik Wirtschaftszeitschriften bei Axel Springer Schweiz.
Von Sommer 2010 bis Ende November 2013 war Spieler Chefredaktor der SonntagsZeitung, auf ihn folgte Arthur Rutishauser.
2014 machte Spieler sich mit einem eigenen Unternehmen als Wirtschafts- und Finanzexperte selbstständig. Er ist weiterhin für die SonntagsZeitung publizistisch tätig und wie in früheren Jahren betreut er die Rubrik Geldberater. Für Die Weltwoche ist er als Autor im Wirtschaftsbereich tätig. Er ist Moderator der wöchentlichen Sendungen «BörsenTrend» auf TeleZüri und «Geld» auf Tele M1.
Spieler tritt häufig bei Wirtschaftssendungen in Radio und Fernsehen als Experte für Wirtschaft und Börse auf. Er ist Dozent am MAZ – Institut für Journalismus und Kommunikation in Luzern, an der Zürcher Hochschule Winterthur und an weiteren Fachhochschulen. Von 2010 bis 2014 war er Präsident des Vereins «Konferenz der ChefredaktorInnen». Auf ihn folgte Christian Dorer.
Spieler ist Mitglied im Verwaltungsrat der 3 Plus Group und des «Clubs zum Rennweg». Er ist Mitglied im Stiftungsrat der «Stiftung für die Klöster Einsiedeln und Fahr» sowie in der MAZ – Die Schweizer Journalistenschule.
Martin Spieler ist Vater von sechs Kindern, zweimal geschieden und seit März 2021 Grossvater.

## Auszeichnungen
- 2008: Ehrenpreis elektronische Medien für Finanzjournalisten.[8]

## Bücher
- Der Geldberater: Fakten und Tipps aus der Ratgeberpraxis. Werd Verlag, Zürich 2003, ISBN 3-85932-438-1.